# Les Chapelles-Bourbon
Pour les articles homonymes, voir Les Chapelles (homonymie).
Les Chapelles-Bourbon (prononcé [lɛ ʃa.pɛl buʁ.bɔ̃] ) est une commune française située dans le département de Seine-et-Marne en région Île-de-France.

## Géographie

### Localisation
Les Chapelles-Bourbon est une commune de la grande couronne de la région parisienne.

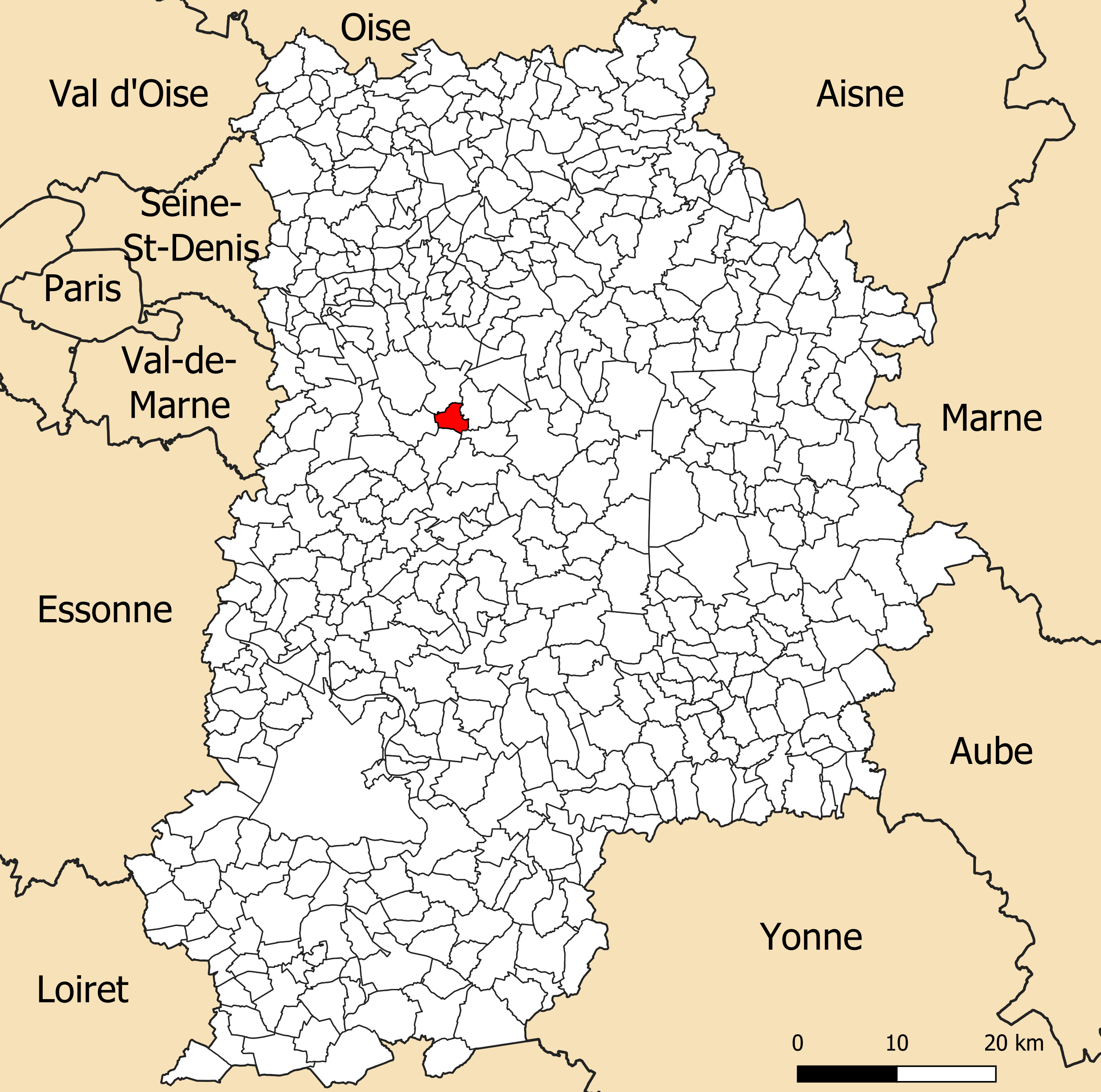
Localisation de la commune de Les Chapelles-Bourbon dans le département de Seine-et-Marne.

Le village est situé à 5,5 km à l'est de Tournan-en-Brie, à près de 35 km des portes de Paris, 25 km de Melun et 35 km de Meaux.

### Communes limitrophes

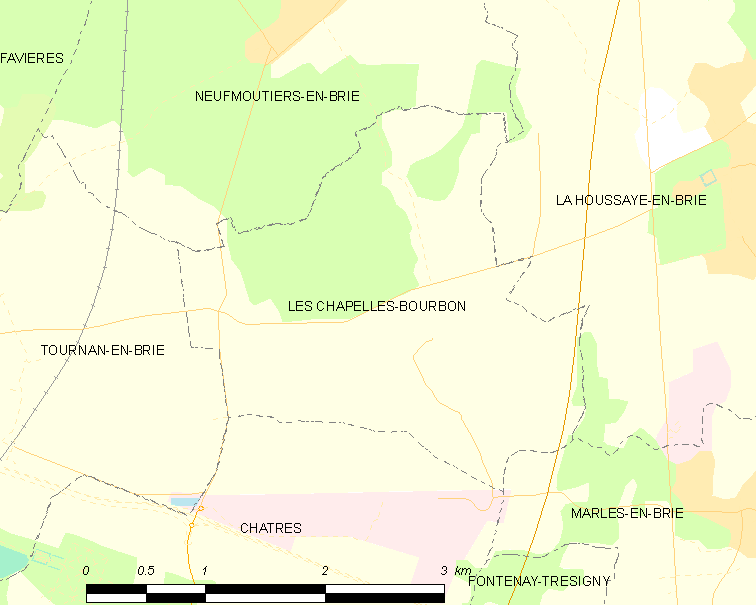
Carte des communes limitrophes de Les Chapelles-Bourbon.

| Neufmoutiers-en-Brie |                   | La Houssaye-en-Brie |
| Tournan-en-Brie      | Chapelles-Bourbon |                     |
| Châtres              |                   | Marles-en-Brie      |

### Géologie et relief

#### Géologie
La plateforme structurale supérieure de la Brie est constituée par une couche de pierre de meulières datant du Sannoisien. L’exploitation de ces pierres de meulières a fourni un matériau de construction très utilisé dans la commune. La couche de meulières est surmontée par un manteau plus ou moins régulier de limons des plateaux qui sont constitués par des dépôts argilo-sableux fins et compacts d’une fertilité importante.
D'anciennes marnières étaient exploitées sur le territoire, notamment le long du ru de Gorneaux (Arlin) et au nord de la Jodelle. L'extraction des meulières était liée au besoin de matériaux de construction, pour les habitations et les murs d'une part, et pour la construction des routes en essor aux XVIIIe siècle et XIXe siècle d'autre part.
Le territoire de la commune des Chapelles-Bourbon fut inclus en 1984 dans un périmètre de recherches et d'exploitation pétrolières dit « Permis de La Marsange ». Le permis fut renouvelé en 1990 puis prolongé en 1995. Il fut repris en 1997 avec la concession de mines d'hydrocarbures liquides ou gazeux dite « Concession de Champrose ».
En 2010, un permis exclusif de recherches a été accordé à la société Poros SAS
, portant sur 459 km2 et valide jusqu'au 21 octobre 2015.
Un puits de pétrole fut installé en 1992 à la sortie du village, le long de la rue de Paris en allant vers Tournan-en-Brie. Il fut démantelé dans les années 2000.

#### Relief
La superficie de la commune est de 642 hectares ; l'altitude varie entre 108 mètres au sud au niveau du Bréon et 118 mètres au nord.
La commune s'étend sur un plateau au relief très peu marqué, traversé par la partie supérieure du Bréon qui creusera sa vallée en aval à Fontenay-Trésigny. Ses paysages sont typiques de la Brie, marqués par une succession d'openfields (culture du blé, du maïs et de la betterave sucrière) entrecoupés de massifs forestiers plus ou moins denses (parc de Champrose, le Petit Parc, parc des Vieilles Chapelles, parc de Beaumarchais...).

### Hydrographie

#### Réseau hydrographique

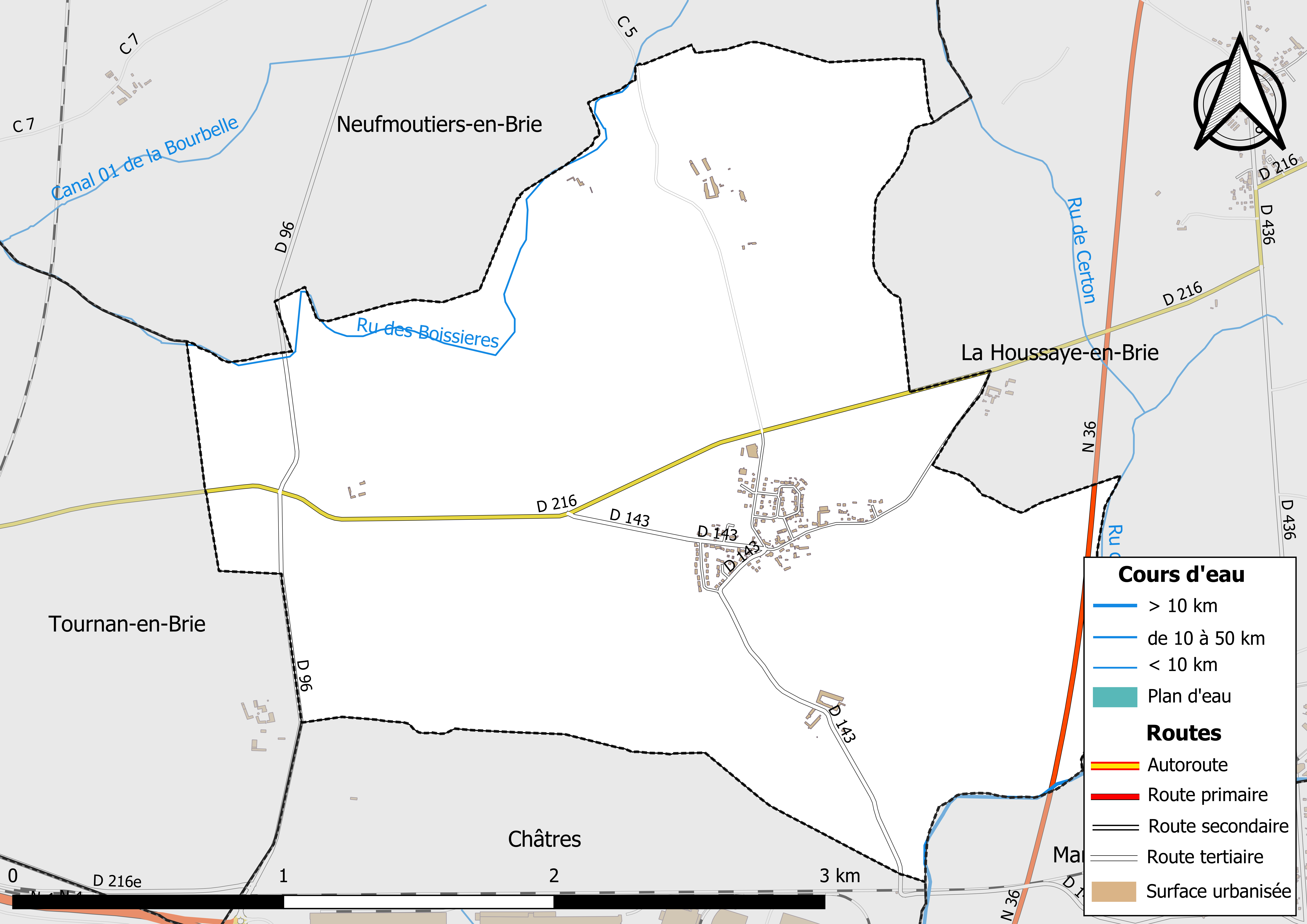
Carte des réseaux hydrographique et routier des Les Chapelles-Bourbon.

Le territoire est partagé entre les bassins versants du Bréon au sud-est et de la Marsange au nord-ouest.
Son réseau hydrographique se compose de trois cours d'eau référencés :
- Le Bréon, 22,13 km[8] et ses affluents drainent le secteur du village et des Vieilles Chapelles. Le Bréon sert de limite avec Marles-en-Brie au sud-est ;
  - le ru de Gorneaux, 2,14 km[9], sert de limite avec La Houssaye-en-Brie à l'est ;
- le ru des Boissières, cours d'eau naturel et canal de 8,18 km[10], affluent de la Marsange, draine le secteur de Champrose, Beaumarchais (château et ferme), le Ménillet et la Grange Gallois.

Le territoire est parsemé de petits plans d'eau, la plupart d'anciennes marnières : étangs Marianne, mare Honteuse, mare aux Chênes, mare Plate, mare des Vieilles Chapelles...
La longueur totale des cours d'eau sur la commune est de 3,05 km.

#### Gestion des cours d'eau
Afin d’atteindre le bon état des eaux imposé par la Directive-cadre sur l'eau du 23 octobre 2000, plusieurs outils de gestion intégrée s’articulent à différentes échelles : le SDAGE, à l’échelle du bassin hydrographique, et le SAGE, à l’échelle locale. Ce dernier fixe les objectifs généraux d’utilisation, de mise en valeur et de protection quantitative et qualitative des ressources en eau superficielle et souterraine. Le département de Seine-et-Marne est couvert par six SAGE, au sein du bassin Seine-Normandie.
La commune fait partie du SAGE « Yerres », approuvé le 13 octobre 2011. Le territoire de ce SAGE correspond au bassin versant de l’Yerres, d'une superficie de 1 017 km2, parcouru par un réseau hydrographique de 450 kilomètres de long environ, répartis entre le cours de l’Yerres et ses affluents principaux que sont : le ru de l'Étang de Beuvron, la Visandre, l’Yvron, le Bréon, l’Avon, la Marsange, la Barbançonne, le Réveillon. Le pilotage et l’animation du SAGE sont assurés par le syndicat mixte pour l’Assainissement et la Gestion des eaux du bassin versant de l’Yerres (SYAGE), qualifié de « structure porteuse ».

### Climat
Pour des articles plus généraux, voir Climat de l'Île-de-France et Climat de Seine-et-Marne.
En 2010, le climat de la commune est de type climat océanique dégradé des plaines du Centre et du Nord, selon une étude du CNRS s'appuyant sur une série de données couvrant la période 1971-2000. En 2020, Météo-France publie une typologie des climats de la France métropolitaine dans laquelle la commune est exposée à un climat océanique altéré et est dans la région climatique Nord-est du bassin Parisien, caractérisée par un ensoleillement médiocre, une pluviométrie moyenne régulièrement répartie au cours de l’année et un hiver froid (3 °C).
Pour la période 1971-2000, la température annuelle moyenne est de 10,7 °C, avec une amplitude thermique annuelle de 15,5 °C. Le cumul annuel moyen de précipitations est de 729 mm, avec 11,2 jours de précipitations en janvier et 8 jours en juillet. Pour la période 1991-2020, la température moyenne annuelle observée sur la station météorologique la plus proche, située sur la commune de Mouroux à 17 km à vol d'oiseau, est de 11,3 °C et le cumul annuel moyen de précipitations est de 721,3 mm,. Pour l'avenir, les paramètres climatiques de la commune estimés pour 2050 selon différents scénarios d'émission de gaz à effet de serre sont consultables sur un site dédié publié par Météo-France en novembre 2022.

### Milieux naturels et biodiversité

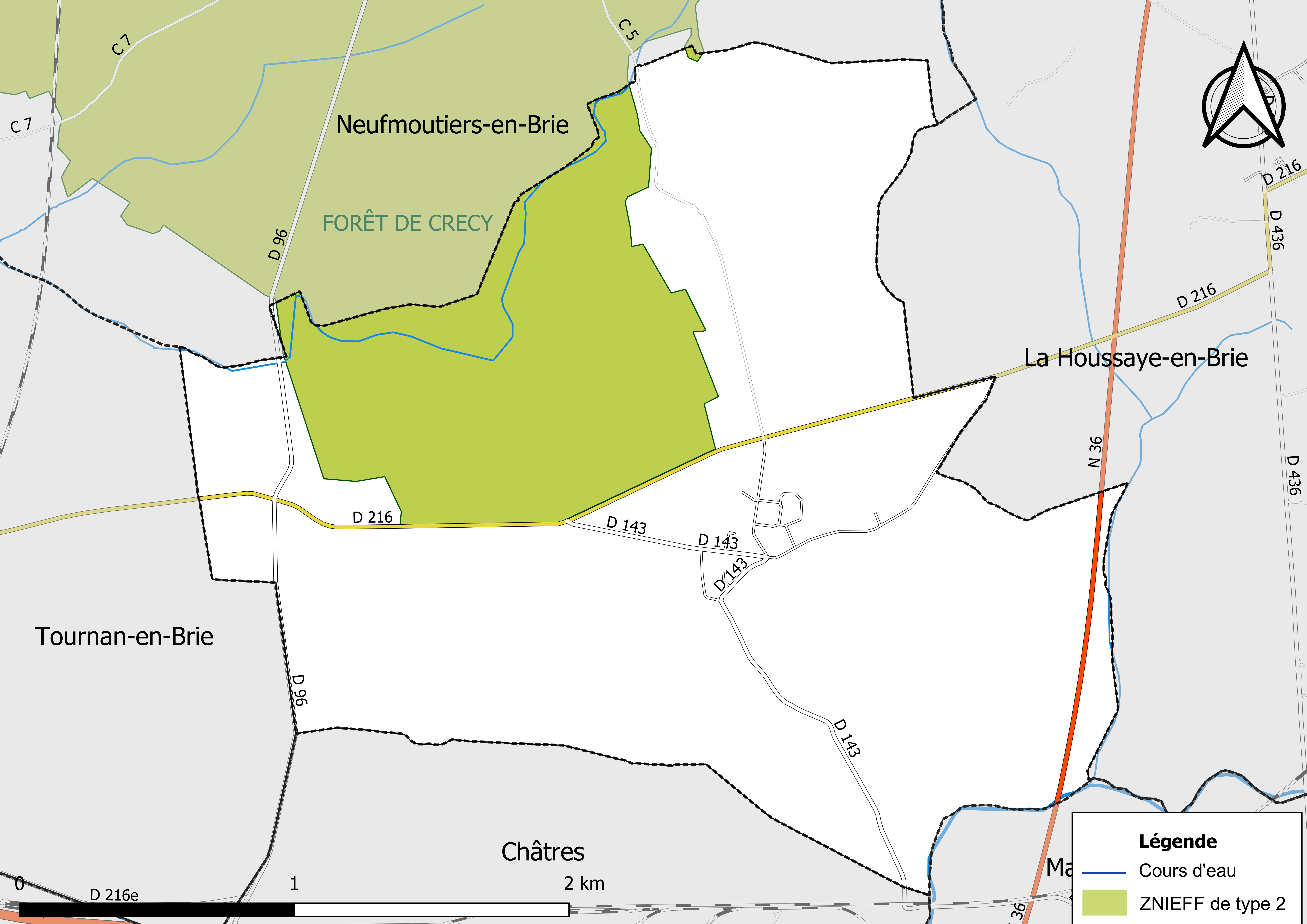
Carte des ZNIEFF de type 2 localisées sur la commune.

L’inventaire des zones naturelles d'intérêt écologique, faunistique et floristique (ZNIEFF) a pour objectif de réaliser une couverture des zones les plus intéressantes sur le plan écologique, essentiellement dans la perspective d’améliorer la connaissance du patrimoine naturel national et de fournir aux différents décideurs un outil d’aide à la prise en compte de l’environnement dans l’aménagement du territoire.
Le territoire communal des Chapelles-Bourbon comprend un ZNIEFF de type 2,, 
la « Forêt de Crécy » (6 897,74 ha), couvrant 17 communes du département.

## Urbanisme

### Typologie
Au 1er janvier 2024, Les Chapelles-Bourbon est catégorisée commune rurale à habitat dispersé, selon la nouvelle grille communale de densité à sept niveaux définie par l'Insee en 2022.
Elle est située hors unité urbaine. Par ailleurs la commune fait partie de l'aire d'attraction de Paris, dont elle est une commune de la couronne,. Cette aire regroupe 1 929 communes,.

### Morphologie urbaine
La population a historiquement stagné autour d'une centaine d'habitants. Le village est resté, jusqu'aux années 1960, un groupe d'une dizaine d'habitations établies le long de la rue du Limodin, à l'est de l'église paroissiale.
La population capello-bourbonnaise s'est accrue sensiblement à partir des années 1970. Le développement du village a débuté alors avec l'installation de pavillons le long de la rue de Paris et de la rue de Beaumarchais.
C'est de cette époque que datent les bâtiments industriels situés le long de la rue Beaumarchais, entre le cimetière et la RD 216. Le développement s'est également effectué le long de la rue du Limodin par le comblement des espaces existants.
Le premier lotissement rue Étienne Jodelle fut mis en œuvre en 1989 et achevé en 1994, le lotissement rue de Garlande fut construit en 1998, le lotissement rue Saint-Vincent fut construit en 2007.
Le schéma de développement est classique, le long des axes existants et avec l'édification de zones pavillonnaires. La nouvelle population est essentiellement d'origine urbaine ou sub-urbaine à la recherche d'une meilleure qualité de vie.
La population devrait se stabiliser à 500 habitants, avec le souci d'une gestion rigoureuse des sols en permettant une évolution harmonieuse du village tout en préservant son caractère rural.
Les hameaux et fermes isolés n'ont en revanche pas évolué, le développement urbain s'étant effectué exclusivement au sein du village.

### Projets d'aménagements
La commune des Chapelles-Bourbon, malgré sa petite taille et sa faible population, est au cœur de deux grands projets intéressant les communes environnantes et le centre de la Brie :
- Réhabilitation de la ferme des Vieilles-Chapelles.

L'ensemble immobilier a été vendu le 10 novembre 2010 par la Compagnie Fermière Benjamin et Edmond de Rothschild, propriété de Benjamin de Rothschild.
Le programme consiste à réhabiliter le bâtiment en bureaux pour la communauté de communes, réaliser une crèche, une salle polyvalente et une médiathèque.
La première tranche des travaux (pôle petite enfance, maison des services, salle du conseil communautaire, parking) a démarré fin 2014 et doit être livrée fin 2017/début 2018. Le coût des travaux de la première tranche est de 8 300 000 € HT.
- Phase 2 de la ZAC du Val Bréon.

Le RER E devrait avoir, dans quelques années, son terminus au Val Bréon. Cette ligne, qui permet actuellement de relier Tournan-en-Brie au centre de Paris en une demi-heure, sera ainsi prolongée de 3,4 kilomètres afin de desservir la zone logistique. La future gare sera construite entre la RN 36 et le circuit d’essai du futur Val Bréon 2. Cette nouvelle zone de 100 hectares sera aménagée derrière la zone actuelle sur le territoire de la commune des Chapelles-Bourbon (la zone logistique actuelle se situe à Châtres). L'aménagement nécessiteraient le doublement de la voie sur la section de ligne entre la gare de Tournan-en-Brie et la nouvelle gare.
Le montant total de l'opération a été estimé à environ 100 M€.

### Lieux-dits et écarts
- Les Vieilles Chapelles, Beaumarchais (château et ferme), le Ménillet, la Grange Gallois, Champrose.

Il y avait autrefois, dans la paroisse, cinq hameaux qui ont complètement disparu : la Honteuse (ancienne ferme dans le bois du Ménillet), le Trou aux Rus (ancien hameau dans le bois du Ménillet), la Mare Matra (ancienne ferme), la Bretêche (ancienne forteresse selon la légende), la Jodelle (ferme d'une certaine étendue au XVIIIe siècle, maison inhabitée à la fin du XIXe siècle).

### Occupation des sols
L'occupation des sols de la commune, telle qu'elle ressort de la base de données européenne d’occupation biophysique des sols Corine Land Cover (CLC), est marquée par l'importance des territoires agricoles (73,7 % en 2018), une proportion identique à celle de 1990 (73,7 %). La répartition détaillée en 2018 est la suivante : 
terres arables (73,7 %), forêts (26,3 %).
Parallèlement, L'Institut Paris Région, agence d'urbanisme de la région Île-de-France, a mis en place un inventaire numérique de l'occupation du sol de l'Île-de-France, dénommé le MOS (Mode d'occupation du sol), actualisé régulièrement depuis sa première édition en 1982. Réalisé à partir de photos aériennes, le Mos distingue les espaces naturels, agricoles et forestiers mais aussi les espaces urbains (habitat, infrastructures, équipements, activités économiques, etc.) selon une classification pouvant aller jusqu'à 81 postes, différente de celle de Corine Land Cover,,. L'Institut met également à disposition des outils permettant de visualiser par photo aérienne l'évolution de l'occupation des sols de la commune entre 1949 et 2018.

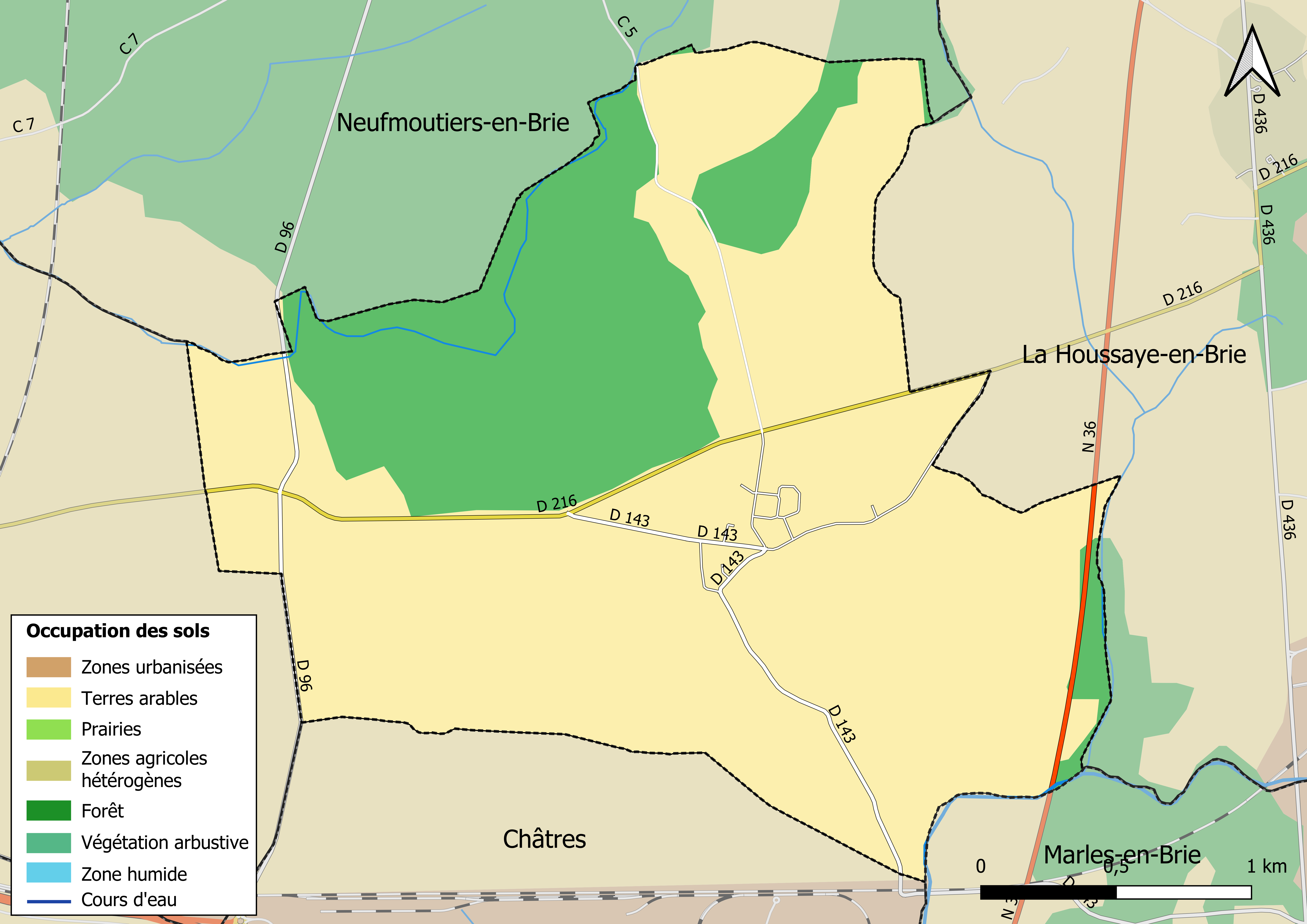
Carte des infrastructures et de l'occupation des sols en 2018 (CLC) de la commune.
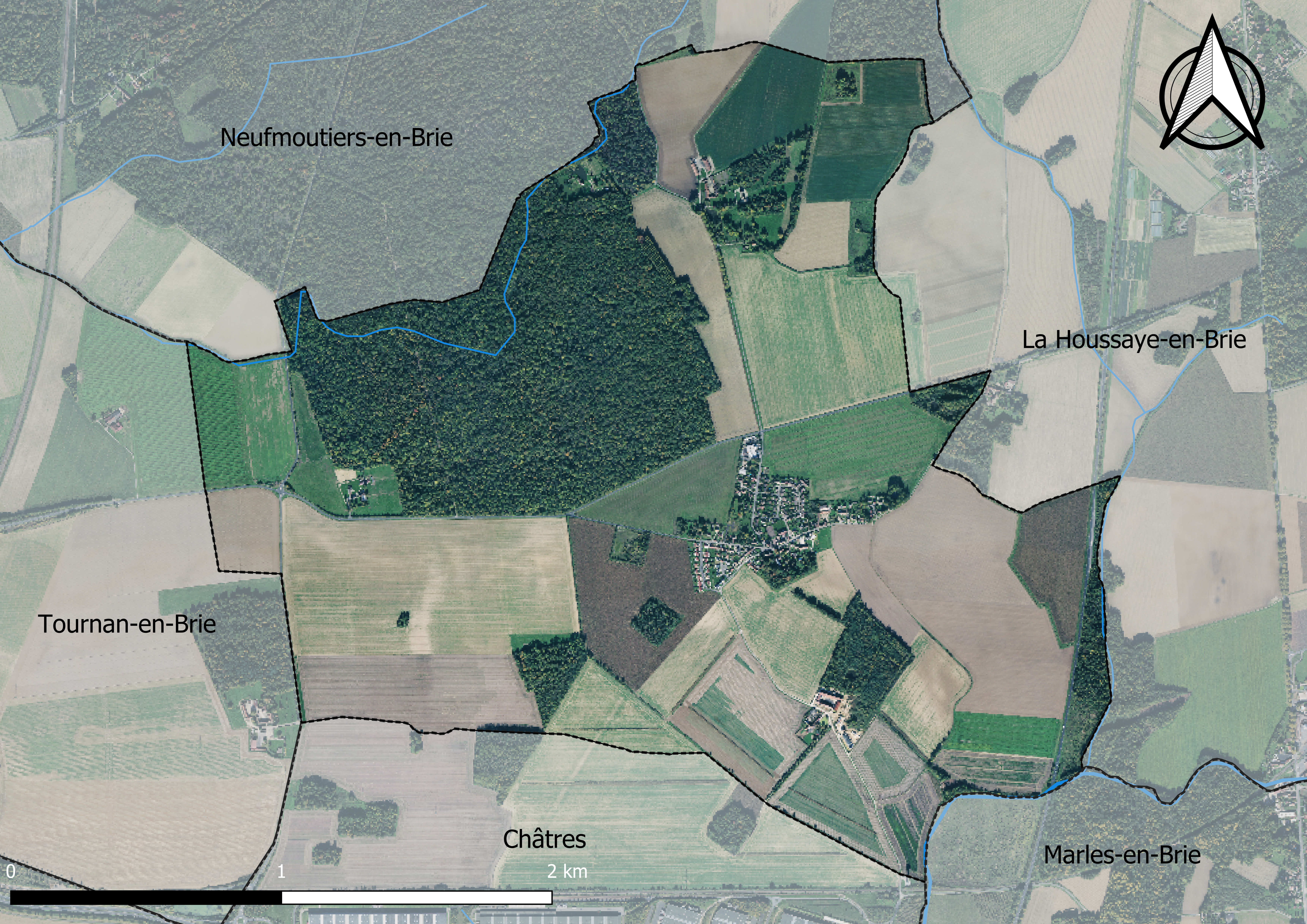
Carte orhophotogrammétrique de la commune.

### Planification
La commune disposait en 2019 d'un plan local d'urbanisme en révision. Le zonage réglementaire et le règlement associé peuvent être consultés sur le Géoportail de l'urbanisme.

### Logement
En 2017, le nombre total de logements dans la commune était de 163 dont 90,2 % de maisons (maisons de ville, corps de ferme, pavillons, etc.) et 9,8 % d'appartements.
Parmi ces logements, 93,3 % étaient des résidences principales, 2,5 % des résidences secondaires et 4,3 % des logements vacants.
La part des ménages fiscaux propriétaires de leur résidence principale s'élevait à 81,6 % contre 15,8 % de locataires dont, 1,3 % de logements HLM loués vides (logements sociaux) et, 2,6 % logés gratuitement.

### Voies de communication et transports

#### Routes et pistes cyclables
Le territoire communal est desservi par :
- la N 36, axe nord-sud qui permet l’accès à l’A4 vers Paris ou Meaux ou Strasbourg au nord et l’accès à la N 4 au sud vers Melun ou Tournan-en-Brie ;
- la RD 436, qui rejoint la N 36 au nord et la N 4 au sud à Fontenay-Trésigny ;
- la RD 216 reliant Tournan-en-Brie à l'ouest et La Houssaye-en-Brie par la RD 436 à l'est ;
- la RD 143 vers la RD 216 à l'ouest et Marles-en-Brie par la RD 436 à l'est.
- la RD 96 entre Châtres au sud et Neufmoutiers-en-Brie au nord.

La commune ne possède pas de piste cyclable.

#### Transports en commun
La commune est desservie par la ligne de bus suivante :
- Ligne 209 du réseau de bus du Pays Briard.

La commune se situe à proximité de la gare de Marles-en-Brie de la ligne Paris - Coulommiers (Ligne P du Transilien).
- Ligne P direction Coulommiers Paris Est par Tournan.

## Toponymie
Le nom de la localité est mentionné sous la forme Capella nova et Capella Hanis au XIIIe siècle ; La Chapelle Hanys en 1384 ; Les Chapelles Haouis en 1498, de la fondatrice Dame Haoüis (Havis  ou Havisia) de Garlande, épouse de Guillaume Ier de Garlande ; Ecclesia parrochialis de Capella Helloisis en 1513.
Au XVIIe siècle, on retrouve dans des actes, peu nombreux, l'appellation Capella in Bria en 1631.
En 1691, François Victor Le Tonnelier de Breteuil, étant devenu seigneur des Chapelles, obtint des lettres patentes qui l'autorisaient à échanger le surnom d'Aouys que portait ce village en 1641, en celui de Breteuil.
Le village prit le surnom de Bourbon en 1776 lorsque le duc de Penthièvre en devient propriétaire[réf. nécessaire].
Au cours de la Révolution française, la commune porte le nom de Les Chapelles-Union.

## Histoire

### Préhistoire
- Durant la Préhistoire, le site est probablement occupé à l’instar du reste de la Brie.
- Au Néolithique, la forêt (Brigia Sylva) recouvre alors 80 % de la Brie. La chasse et la cueillette sont pratiquées.

### Antiquité
- Entre -2500 et -1000, déforestation progressive, augmentation de la population, travail du cuivre, du bronze, puis du fer ; les terres sont mises en culture.
- Durant la période gauloise, le site se situe dans la partie sud du territoire des Meldes (Meldi).
- En -52, défaite à Melun des tribus commandées par chef gaulois Camulogène face au légat de Jules César, le lieutenant Titius Labiénus.
- Durant la période gallo-romaine, essor des cités de Meaux (Meldès) et Melun (Melodunum), bien situées sur les berges de la Marne et de la Seine.
- Au Ve siècle, déclin de la civilisation gallo-romaine et ascension des Francs en Gaule.

### Moyen Âge
- En 852 puis en 861, raids vikings sur les villes de Melun et de Meaux. Nouveau raid sur Melun en 886.
- Au XIe siècle, les terres sont dans la mouvance de la famille de Garlande[45]. La famille de Garlande, originaire de la Brie, est de noble - quoique assez modeste - extraction, probablement de lignage chevaleresque. La connaissance de la famille, fidèles du roi, commence avec Guillaume Ier de Garlande qui exerce l'avouerie de deux domaines proches de Faremoutiers dépendant de l'abbaye Saint-Jean de Lagny.
- En 1080, Dame Haoüis (Havise ou Havoise) de Garlande, épouse de Guillaume Ier, fonde une première, puis une seconde chapelle au lieu où se trouve aujourd'hui la commune des Chapelles-Bourbon. Elle donna les deux chapelles, dont l'une se nommait la Chapelle-Neuve et l'autre la Chapelle-Vieille, à la congrégation de Saint-Maur-des-Fossés, qui possédait un prieuré à Tournan[46].

Quelque temps après, des maisons s'élèvent autour de ces chapelles qui devaient être situées au lieu-dit aujourd'hui « Les Vieilles-Chapelles » et forment une paroisse qui prend le nom de « Chapelles Haoüis » du nom de sa fondatrice.
Cette paroisse était au civil de l'élection de Rozoy, province de Brie, et pour les affaires ecclésiastiques du doyenné du Vieux-Corbeil, diocèse de Paris en 1536.
Les deux chapelles d'origine ont été détruites. L'église actuelle, qui remplace une des chapelles, ne parait pas être antérieure au XVe siècle.
- Vers 1110, Gilbert de Garlande dit « Le Jeune », frère d'Anseau de Garlande, est seigneur de Tournan-en-Brie et La Houssaye, grand bouteiller de France (1112-1127/28), disgracié.
- Vers 1140, Gui de Garlande est seigneur de La Houssaye, Possesse vers 1166/67 et Tournan-en-Brie vers 1173. Il ratifia la donation faite par son aïeule en 1182.
- En 1166, sont seigneurs des Chapelles, Anseau et Guy de Garlande, seigneur de Possesse, comme représentant Hugues de Possesse, seigneur de Tournan.

Les seigneurs de Garlande se perpétuent pendant plus d'un siècle : Ansel (ou Anseau) II de Garlande et son frère Jean de Garlande en 1191, Dame veuve d'Ansel II de Garlande en 1201, Robert de Garlande en 1218, Anseau III de Garlande en 1246, Anseau IV de Garlande en 1257.
- En 1195, Maurice de Sully, évêque de Paris, confirma les deux chapelles à l'abbaye de Saint-Maur.
- En 1287, Jean de Garlande vend la châtellenie de Tournan à Pierre de Chambly qui est seigneur des Chapelles en 1293. La châtellenie de Tournan est cédée peu après à Charles de Valois.

La châtellenie de Tournan est ensuite peu à peu démembrée et appartint à différents seigneurs. Il est probable que la seigneurie des Chapelles fut détachée à cette époque de la châtellenie de Tournan. Les seigneurs de la terre des Chapelles ne sont pas connus pour la période allant de 1293 à 1405.
- En 1405, le seigneur des Chapelles est Louis de Villiers, seigneur de Neufmoutiers.
- En 1450, le seigneur est Jacques de Villiers, puis sa sœur et héritière Dame de Villiers en 1457, mariée à Adam de Cuise. La famille de Cuise, dont Antoine de Cuise (14..) et René de Cuise (1501) régnera jusqu'au début du XVIe siècle.

### Époque moderne

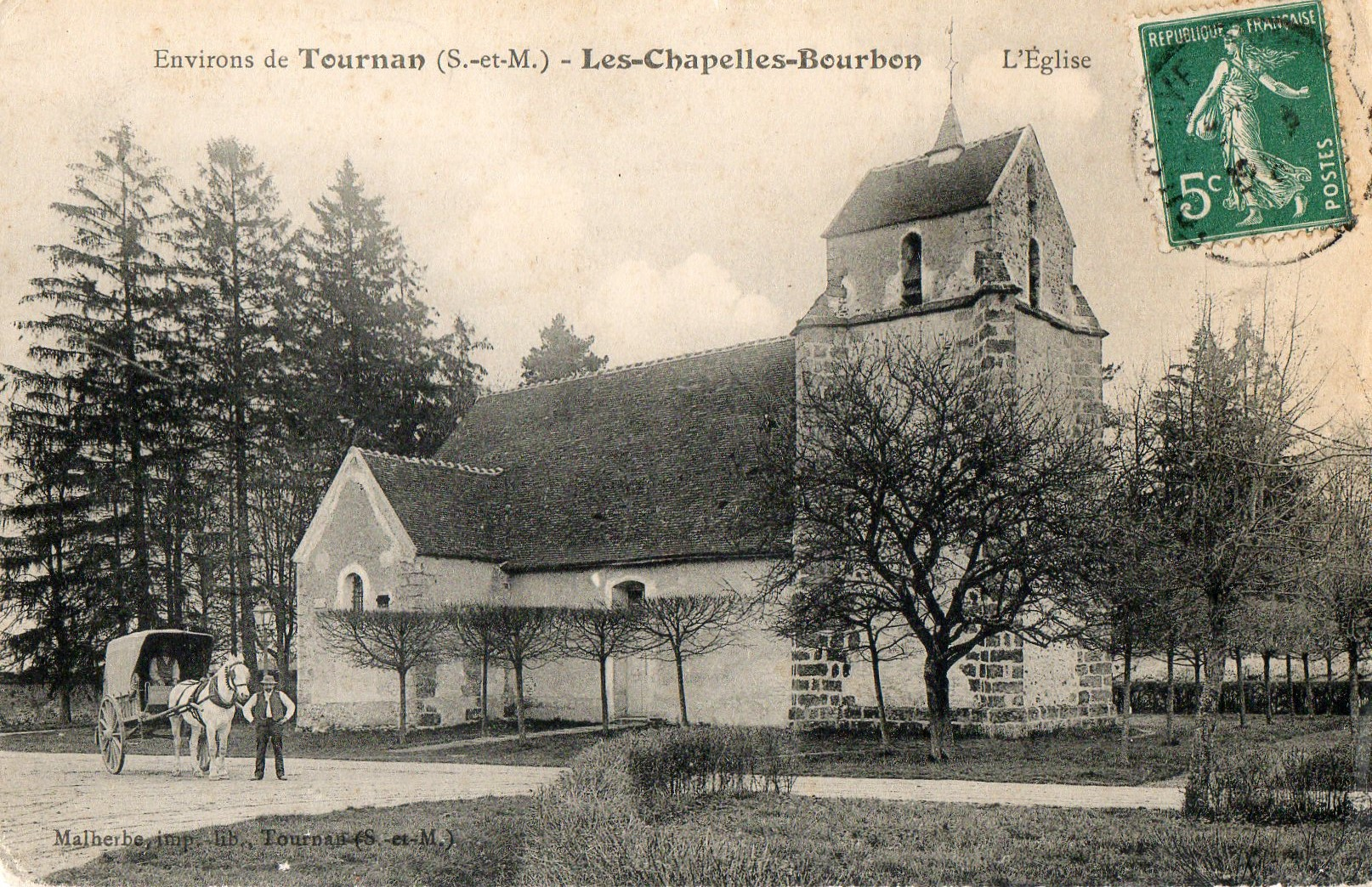
L'église dans les années 1900.

- En 1522, N. Paillard, dit « de la Chapelle » est seigneur des Chapelles, son nom se trouve sur la cloche de l'église qui était consacrée à saint Vincent.
- En 1532, naissance à Paris d'Étienne Jodelle, sieur du Lymodin, poète de la Pléiade.
- En 1536, la nomination du curé de la paroisse, qui appartenait à l'abbé de Saint-Maur, passe à l'évêque de Paris, lors de la réunion de l'abbaye à l'évêché. La Houssaye, Neufmoutiers et Villeneuve-Saint-Denis étaient avec Les Chapelles-Bourbon, les seules paroisses de la province relevant de l'évêché de Paris. Toutes les autres environnantes étaient à l'évêché de Meaux.
- En 1550, Estiennette Paillard, dame de Neufmoutiers, Egrefin, Trois-Maisons et la Vieille-Chapelle est mariée à Clérambault le Picard, seigneur d'Atilly-en-Brie, morte le 17 juin 1552. Sa tombe existe dans l'église de Neufmoutiers.
- En 1556, la paroisse prend concurremment avec son ancien nom « Les Chapelles-Haoüis », dans des actes peu nombreux, le nom de « Les Chapelles-en-Brie » du nom de la province de Brie. Constatation de l'existence d'un château dit « château des Chapelles », présumé se trouver à l'emplacement des Vieilles-Chapelles.
- En 1639, ouverture d'un registre tenu par les curés et contenant les mariages, baptêmes et inhumations qui ont lieu dans la commune.
- Le seigneur messire François de Biet, conseiller à la cour du parlement de Paris, meurt aux Chapelles le 27 avril 1644. Le seigneur est alors messire Jehan François de Biet, écuyer, conseiller du roi, chevalier, maréchal de camp, capitaine, seigneur de Boytron, Villemigeons et Courcelles.
- En 1665, le seigneur est Claude de Biet, chanoine de Notre-Dame de Paris, abbé de Villiers, conseiller et aumônier ordinaire du roi.
- En 1674, le seigneur est Alexandre Guibillon du Colombier, seigneur de la Motte.
- En 1690, le seigneur est François Le Tonnelier, comte de Breteuil, marquis de Fontenay-Trésigny[47].
- En 1691, la paroisse prend le nom de « Les Chapelles-Breteuil » du nom du comte de Breteuil, seigneur du pays (lettres patentes du 27 mars 1691).
- En 1692, la paroisse dépend de l'élection de Rozoy.
- En 1705, François Le Tonnelier de Breteuil, marquis de Fontenay-Trésigny, conseiller d'État ordinaire et intendant des finances, est enterré le 10 mai à Fontenay.
- En 1709, hiver exceptionnellement rigoureux : céréales gelées, disette, grande mortalité des habitants.
- En 1728, les terres des Chapelles sont à Dame de Breteuil, née Calonne de Courtebonne, qui meurt en mai 1737.
- François Victor Le Tonnelier de Breteuil, marquis de Fontenay-Trésigny, sire de Villebert, baron de Boytron, seigneur des Chapelles, Villenevotte, du Mesnil, Chasse-Martin, L'Hopiteau, Palaiseau, Théligny, L'Oribeau, etc., commandeur des ordres du roi, chancelier de la Reine, ministre et secrétaire d'État de la Guerre, meurt en 1743 et est enterré à Fontenay le 7 janvier. Sa veuve Marie-Anne Angélique Charpentier d'Ennery, dame de Breteuil, lui succède.

Le village n'apparaît que tardivement dans la cartographie, contrairement aux villages environnants (Tournan, Marles, La Houssaye...). La carte de l'Île-de-France dressée par Pierre Duval vers 1650 le mentionne, mais pas la carte de la généralité de Paris dressée par Hubert Jaillot en 1708. Le village ainsi que les fermes seront distinctement répertoriés dans la carte de Cassini dressée après 1756.
- En 1759, le seigneur est le marquis François Marie Peyrenc de Moras, contrôleur général des finances et secrétaire d'État de la Marine.
- En 1776, le duc de Bourbon Penthièvre, petit-fils de Louis XIV, est le seigneur de Brie-Comte-Robert, Tournan, Crécy, Ferroles, Atilly, Lésigny, etc.

La paroisse prend le nom de « Les Chapelles-Bourbon ».
- En 1786, procès-verbal d'arpentage et plan de la paroisse dressé par Jean-Louis Droit, géomètre à Montereau-Fault-Yonne.

### Époque contemporaine

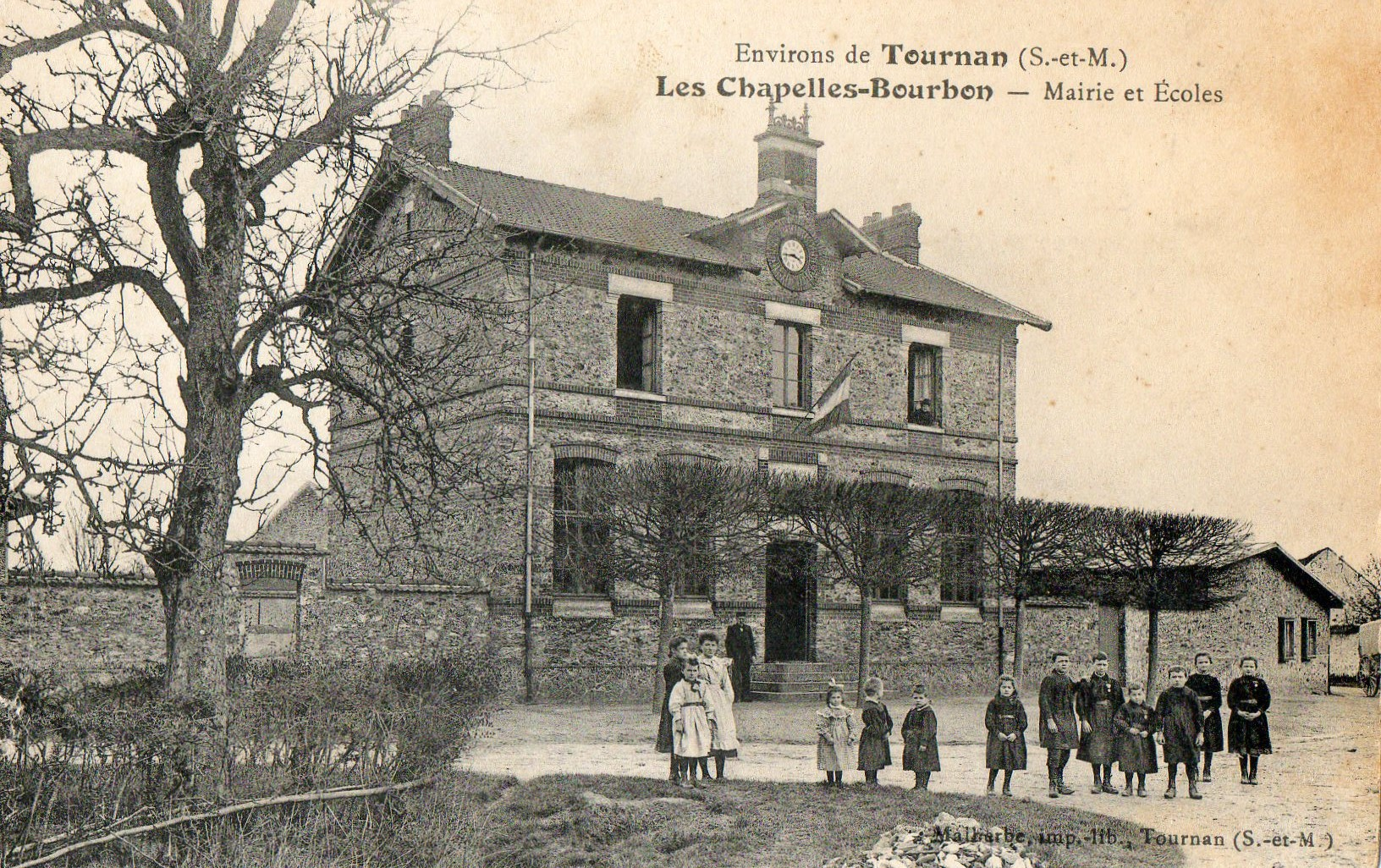
La mairie-école dans les années 1900.

- En 1790, la commune fait partie du département de Seine-et-Marne, arrondissement de Coulommiers, canton de Rozoy.
- En 1792, les registres de l'état civil ne sont plus tenus par le curé, mais par les membres du Conseil général de commune élus à cet effet, puis par le maire.
- En 1793, la princesse Adélaïde d'Orléans, fille du duc de Penthièvre, femme de Philippe-Égalité et mère de Louis-Philippe, lui succède. Elle est expulsée et ses biens saisis comme biens nationaux.

La commune prend le nom de « Les Chapelles-Union ». Jusqu'à cette époque il y avait un curé titulaire, le presbytère était au Pavillon des Chapelles.
À partir de la fin de 1793, l'église des Chapelles a été desservie par le curé de La Houssaye puis par celui de Neufmoutiers.
- En 1802, Les Chapelles-Union sont rattachées du point de vue de la religion catholique, au diocèse de Meaux (Concordat).
- En 1812, le département de Seine-et-Marne doit ensemencer mille hectares en betterave, dont cent soixante-sept dans l'arrondissement de Coulommiers et deux hectares dans la commune des Chapelles-Union.
- En 1814, réquisition en nature pour l'armée française pendant l'invasion.
- En 1815, un dépôt de l'armée russe tient garnison aux Chapelles pendant six semaines.

La commune reprend son nom de « Les Chapelles-Bourbon ».
- En 1824, la commune est desservie par le bureau de poste de Tournan.
- En 1827, la commune croit se dispenser du service d'un garde champêtre et ne vote pas le traitement qu'elle faisait figurer au budget depuis 1818. De 1827 à 1869, il n'y a pas eu de garde champêtre dans la commune.
- En 1830, délibération du conseil municipal qui demande que la commune soit détachée du canton de Rozoy et rattachée à celui de Tournan. La demande est repoussée (28 juillet).
- En 1830, organisation de la garde nationale. La commune des Chapelles-Bourbon fait partie du bataillon de La Houssaye, 3e bataillon du canton de Rozoy.
- En 1831, levée du plan parcellaire de la commune par M. Auxerre, géomètre.
- En 1835, arrêté du 30 mars qui réunit Les Chapelles-Bourbon à La Houssaye pour l'entretien d'une école primaire dans cette dernière commune.

La même année, donation à la commune par François-Antoine Caron (1763-1835) d'une rente perpétuelle de 600 francs, cinq pour cent. Une plaque commémorative se trouve scellée au mur dans la salle de la mairie.
- En 1839, conformément à un arrêté ministériel du 8 juin, fondation d'une école primaire aux Chapelles-Bourbon dans des bâtiments loués aux époux Vignier, au lieu-dit la Cour commune . À partir de ce jour, les mariages, précédemment célébrés dans la mairie, sont célébrés dans la salle d'école.

L'instituteur devient secrétaire de la mairie qui est définitivement établie dans la maison d'école.
- En 1840, projet de réunion de la commune à celle de La Houssaye (abandonné).
- En 1841, projet de réunion de la commune à celle de Neufmoutiers (abandonné)
- En 1844, achat par la commune aux époux Vignier, du bâtiment avec dépendance où se faisait l'école et où logeait l'instituteur depuis 1839.
- En 1851, délibération du conseil municipal sur le recrutement de la garde nationale qu'on organise dans le département (18 septembre).
- En 1861, le conseil municipal émet un avis favorable à ce que la commune soit desservie par le bureau de poste à établir à La Houssaye (7 juillet).

Don d'une pompe à incendie à la commune par M. Granger. En 1863, construction d'un bâtiment pour remiser la pompe à incendie.
- En 1864, création d’une subdivision de sapeurs-pompiers qui sera rattachée à la compagnie de Fontenay-Trésigny (arrêté préfectoral du 7 juillet).
- En 1865, érection de l'église des Chapelles-Bourbon en chapelle vicariale. Installation d'un conseil de fabrique.
- En 1866, le conseil municipal estime qu'il y a intérêt pour la commune à continuer à être rattachée au bureau de poste de Tournan.
- En 1867, inondation par suite d'un orage. Dans l'intérieur de la commune il y a 85 centimètres d'eau.
- En 1868, le conseil municipal refuse d'installer un garde champêtre (5 avril). Sur les instances du préfet, le conseil municipal revient sur sa décision et nomme un garde champêtre (14 février).
- En 1870, déclaration de la guerre entre la Prusse et la France (19 juillet). Le 16 septembre, arrivée des premiers Prussiens dans la commune, un détachement d’uhlans. Ils sont reçus par M. Brochet, adjoint, en l'absence de M. Hastier, maire, enfermé dans Paris.

Du 16 septembre au 17 octobre 1870, les Prussiens réquisitionnent chevaux, vaches, moutons, pain, fromage, avoine, voitures, vin, argent, etc.
Pendant la guerre, il y eut peu de séjours prolongés de troupes, mais un très grand nombre de passages de soldats allemands et de convois de ravitaillement. À partir de l'armistice, la commune est occupée et pillée par les soldats allemands.
Du 24 mars au 3 avril 1871, les troupes logent dans le château de Beaumarchais. Vols et pillages au château. En mai 1871, départ de la commune des troupes allemandes. Passage des dernières colonnes.
Contribution de guerre imposée par l'Allemagne : 1 000 000 francs pour le département de Seine-et-Marne, 152 724 francs pour l'arrondissement de Coulommiers, 724 francs pour la commune des Chapelles-Bourbon.
- En 1873, inondation par suite d'un orage, moins grave qu'en 1867, avec 50 centimètres d'eau dans les rues.
- En 1875, le conseil municipal vote l'acquisition d'un corps de bibliothèque pour la fondation d'une bibliothèque scolaire (24 mai). Le ministère de l'instruction publique donne 46 volumes à la bibliothèque en 1876 (19 janvier).
- En 1879, le conseil municipal vote la gratuité absolue de l'école (25 mai).

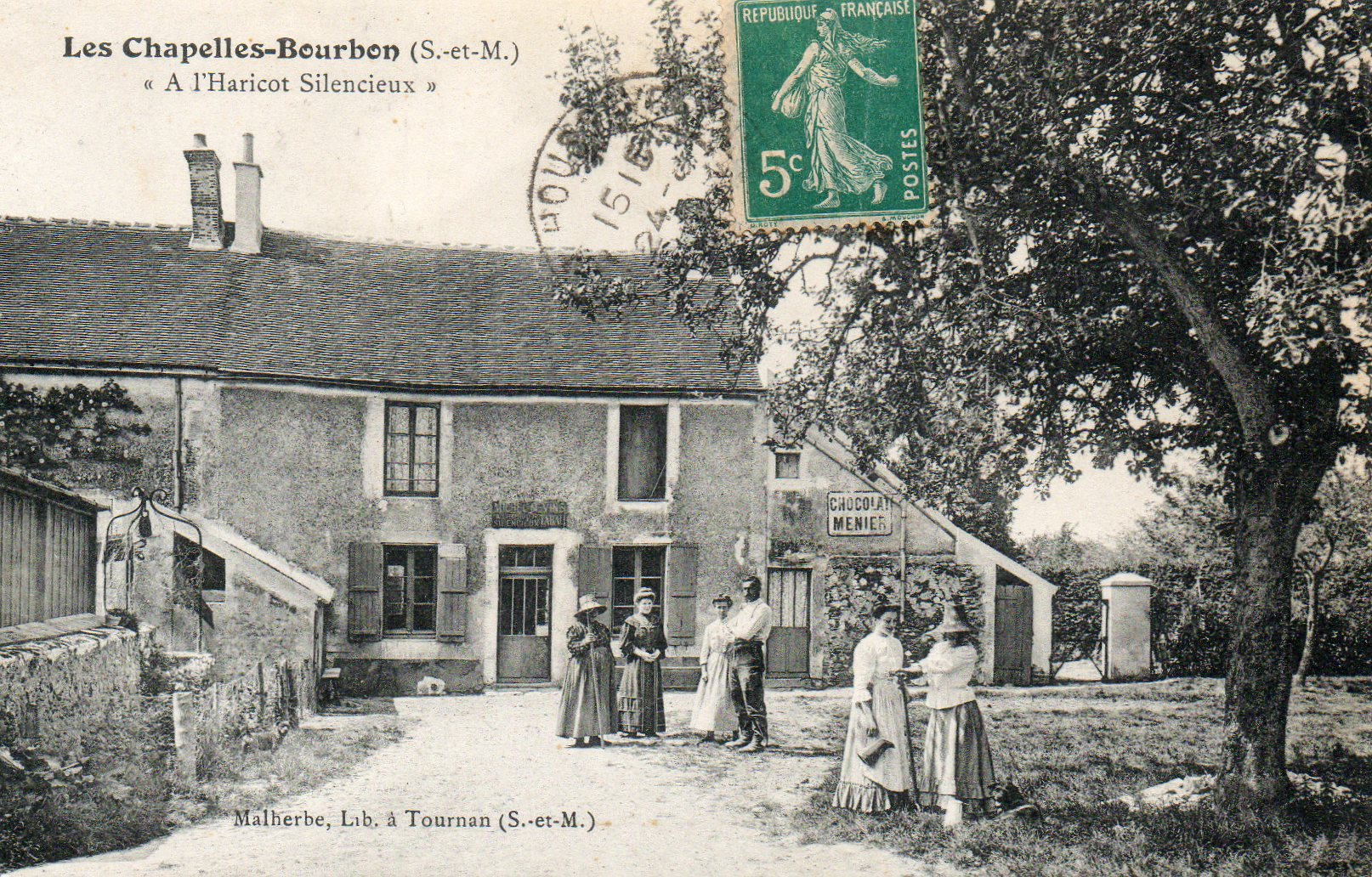
Une auberge dans les années 1900.

- En 1881, la commune est rattachée au bureau de poste de La Houssaye-en-Brie (13 février). Reconstitution de la subdivision des sapeurs-pompiers (20 mars).

Fermeture du cimetière situé autour de l'église. Ouverture d'un nouveau cimetière construit sur un terrain acheté à M. Charpentier, le long du chemin vicinal no 3 allant des Chapelles-Bourbon à Neufmoutiers (12 octobre).
- En 1882, délibération pour la construction d'une mairie-école en remplacement des bâtiments existants qui sont insalubres et insuffisants (18 mai).
- En 1883, la commune participe à l'établissement d'un bureau télégraphique à La Houssaye.
- En 1885, pose de la première pierre de la nouvelle mairie-école érigée place de l'église sur un terrain acheté à M. Vallée (22 mars). Inauguration de la nouvelle mairie-école, le jour de la fête patronale (20 septembre).
- En 1914-1918, Première Guerre mondiale. Du 6 septembre 1914 au 13 septembre 1914, la première bataille de la Marne aux portes de Meaux et de Coulommiers se soldera par une victoire des alliés français et anglais.
- En 1939-1945, Seconde Guerre mondiale. En juin 1940, défaite de la France, l’exode remplit les routes. Le 14 juin 1940, en pleine débâcle de l'armée française, la Wehrmacht occupe la Brie centrale. La libération interviendra le 26 août 1944 à la suite de l'offensive du général Patton.
- Le 4 octobre 1944, un missile balistique V2 s'écrase sur le hameau de Beaumarchais[48].

## Politique et administration

### Situation administrative
Dans le cadre du redécoupage cantonal de 2014 en France, Fontenay-Trésigny est devenu le chef-lieu du canton de Fontenay-Trésigny qui regroupe 33 communes et 49 804 habitants.
Le canton de Fontenay-Trésigny comprend les communes suivantes : Bernay-Vilbert, La Chapelle-Iger, Les Chapelles-Bourbon, Châtres, Chaumes-en-Brie, Coubert, Courpalay, Courquetaine, Crèvecœur-en-Brie, Dammartin-sur-Tigeaux, Évry-Grégy-sur-Yerre, Faremoutiers, Fontenay-Trésigny, Grisy-Suisnes, Guérard, La Houssaye-en-Brie, Limoges-Fourches, Lissy, Liverdy-en-Brie, Lumigny-Nesles-Ormeaux, Marles-en-Brie, Mortcerf, Neufmoutiers-en-Brie, Ozouer-le-Voulgis, Pécy, Le Plessis-Feu-Aussoux, Pommeuse, Presles-en-Brie, Rozay-en-Brie, Soignolles-en-Brie, Solers, Vaudoy-en-Brie, Voinsles. Le redécoupage a pris effet en mars 2015, lors du renouvellement général des assemblées départementales.
Le canton de Fontenay-Trésigny se situe dans le département de Seine-et-Marne qui a pour commune chef-lieu la ville de Melun. Le canton de Fontenay-Trésigny est composé de communes appartenant aux arrondissements de Provins (17 communes), Melun (13 communes) et Meaux (3 communes). La commune des Chapelles-Bourbon appartient à l'arrondissement de Provins, le plus étendue mais le second moins peuplée et le moins dense du département. Cet arrondissement de 9 ancien cantons et 165 communes comptait 161 849 habitants en 2012.
La commune des Chapelles-Bourbon appartenait jusqu'alors au canton de Rozay-en-Brie, qui comprenait 22 communes et comptait 25 985 habitants en 2012. Fontenay-Trésigny était la commune la plus peuplée du canton, loin devant Rozay-en-Brie qui compte près de la moitié de sa population. Le canton de Rozay-en-Brie faisait partie de l’arrondissement de Provins. De la Révolution à 1926, La commune des Chapelles-Bourbon et le canton de Rozay-en-Brie appartenaient à l'arrondissement de Coulommiers, puis de 1926 à 2005 à l'arrondissement de Melun avant de passer à l'arrondissement de Provins en 2006.

### Tendances politiques et résultats
Longtemps marquée par les rapports sociaux découlant de la propriété foncière, la Seine-et-Marne est, de manière générale, un département de tradition plutôt conservatrice, même si elle a été rapidement, sous la Troisième République, gagnée aux idées républicaines. Cette tradition conservatrice se manifeste notamment dans les arrondissements ruraux de Seine-et-Marne, où sont régulièrement élus des candidats issus des partis de droite.
Lors des élections départementales de 2015, Jean-Jacques Barbaux (maire de Neufmoutiers-en-Brie et conseiller général sortant du canton de Rozay-en-Brie) et Daisy Luczak (maire de Courquetaine), binôme UMP, ont été élus conseillers départementaux au second tour pour le canton de Fontenay-Trésigny. Jean-Jacques Barbaux a été ensuite élu président du conseil départemental de Seine-et-Marne.

### Intercommunalité
Les Chapelles-Bourbon faisait partie de la communauté de communes du Val Bréon, créée en 1995.
Dans le cadre des dispositions de la loi portant nouvelle organisation territoriale de la République (Loi NOTRe) du 7 août 2015, qui prévoit que les établissements publics de coopération intercommunale (EPCI) à fiscalité propre doivent avoir un minimum de 15 000 habitants (et 5 000 habitants en zone de montagnes), le préfet de Seine-et-Marne a approuvé un nouveau schéma départemental de coopération intercommunale (SDCI) qui prévoit notamment la fusion de la  communauté de communes de la Brie boisée, de la communauté de communes du Val Bréon et de la communauté de communes les Sources de l'Yerres, avec rattachement de la commune de Courtomer. Cette fusion entraîne d'importantes tensions entre les présidents de la CCVB et la CCCB.
Par arrêté préfectoral du 23 décembre 2016, le Val Bréon fusionne le 1er janvier 2017 avec d'autres communautés de communes pour former la nouvelle intercommunalité du Val Briard, dont la commune est désormais membre.

### Liste des maires
| Période                                  | Période          | Identité                                    | Étiquette    | Qualité                                 |
| ---------------------------------------- | ---------------- | ------------------------------------------- | ------------ | --------------------------------------- |
| Les données manquantes sont à compléter. |                  |                                             |              |                                         |
| 16 décembre 1792                         | 25 février 1794  | Louis-Charles Chipot                        |              |                                         |
| 6 juin 1815                              | 9 avril 1824     | Nicolas Rousseau                            |              | Cultivateur                             |
| 9 avril 1824                             | 7 novembre 1831  | Pierre-Alexis Caron-Givramont               |              | Agent de change                         |
| 7 novembre 1831                          | 21 novembre 1854 | Nicolas-Claude Fauquet                      |              | Cultivateur                             |
| 21 novembre 1854                         | 18 juin 1859     | Victor-Prosper Fauquet                      |              | Cultivateur, fils du précédent          |
| 18 juin 1859                             | 12 octobre 1862  | Charles-Antoine-Alfred (dit Alexis) Granger |              | Propriétaire                            |
| 12 octobre 1862                          | 27 mars 1873     | Léon-Jean-Baptiste Hastier                  |              | Propriétaire                            |
| 17 mars 1873                             | 21 janvier 1878  | Victor-Laurent Fauquet                      |              | Cultivateur                             |
| 21 janvier 1878                          | 23 janvier 1881  | Charles-françois Pigeastre                  |              | Cultivateur                             |
| 23 janvier 1881                          |                  | Émile-Bernard-Jules Legoux                  | Bonapartiste | Ancien magistrat                        |
|                                          |                  |                                             |              |                                         |
| 26 octobre 1947                          | 10 mai 1953      | Louis Waechter                              |              | Horticulteur à La Houssaye              |
| 10 mai 1953                              | 21 mars 1965     | Raymond Devos                               |              | Cultivateur                             |
| 21 mars 1965                             | 1er mai 1966     | André Perreux                               |              | Professeur                              |
| 1er mai 1966                             | 19 mars 1977     | Raymond Lazarotti                           |              | Professeur                              |
| 19 mars 1977                             | 17 mars 1989     | Raymond Devos                               |              | Cultivateur                             |
| 17 mars 1989                             | 16 mars 2001     | René Dupré                                  |              | Ingénieur commercial                    |
| 16 mars 2001                             | 2018             | Yves Bréard                                 | DVD          | Retraité                                |
| décembre 2018                            | En cours         | Anne Parisy                                 |              | Directrice administrative et financière |

### Instances judiciaires et administratives
La commune relève du tribunal d'instance de Meaux, du tribunal de grande instance de Meaux, de la cour d'assises de Melun, de la cour d'appel de Paris, du tribunal pour enfants de Meaux, du conseil de prud'hommes de Meaux, du tribunal de commerce de Meaux, du tribunal administratif de Melun et de la cour administrative d'appel de Paris.

### Politique environnementale
La commune adhère au Syndicat Intercommunal d'Enlèvement et de Traitement des Ordures Ménagères de la région de Tournan-en-Brie (SIETOM) qui a pour compétence la collecte et le traitement des déchets des habitants de 41 communes membres.
Le SIETOM exploite au total 5 déchetteries, une usine de tri des déchets à Tournan-en-Brie et une usine de valorisation des ordures ménagères à Ozoir-la-Ferrière. Fontenay-Trésigny possède une déchetterie, ouverte en 2005 et située sur la route de Chaubuisson le long de la N 4.

## Équipements et services

### Eau et assainissement
L’organisation de la distribution de l’eau potable, de la collecte et du traitement des eaux usées et pluviales relève des communes. La loi NOTRe de 2015 a accru le rôle des EPCI à fiscalité propre en leur transférant cette compétence. Ce transfert devait en principe être effectif au 1er janvier 2020, mais la loi Ferrand-Fesneau du 3 août 2018 a introduit la possibilité d’un report de ce transfert au 1er janvier 2026,.

#### Assainissement des eaux usées
En 2020, la gestion du service d'assainissement collectif de la commune des Chapelles-Bourbon est assurée par le SIAEPA de la région de La Houssaye-en-Brie pour la collecte, le transport et la dépollution,,.
L’assainissement non collectif (ANC) désigne les installations individuelles de traitement des eaux domestiques qui ne sont pas desservies par un réseau public de collecte des eaux usées et qui doivent en conséquence traiter elles-mêmes leurs eaux usées avant de les rejeter dans le milieu naturel. Le SIAEPA de la région de La Houssaye-en-Brie assure pour le compte de la commune le service public d'assainissement non collectif (SPANC), qui a pour mission de vérifier la bonne exécution des travaux de réalisation et de réhabilitation, ainsi que le bon fonctionnement et l’entretien des installations,.

#### Eau potable
En 2020, l'alimentation en eau potable est assurée par le SIAEPA de la région de La Houssaye-en-Brie qui gère le service en régie,.

## Population et société

### Démographie
L'évolution du nombre d'habitants est connue à travers les recensements de la population effectués dans la commune depuis 1793. Pour les communes de moins de 10 000 habitants, une enquête de recensement portant sur toute la population est réalisée tous les cinq ans, les populations de référence des années intermédiaires étant quant à elles estimées par interpolation ou extrapolation. Pour la commune, le premier recensement exhaustif entrant dans le cadre du nouveau dispositif a été réalisé en 2007.

En 2022, la commune comptait 464 habitants, en évolution de +2,43 % par rapport à 2016 (Seine-et-Marne : +3,92 %, France hors Mayotte : +2,11 %).
| 1793 | 1800 | 1806 | 1821 | 1831 | 1836 | 1841 | 1846 | 1851 |
| ---- | ---- | ---- | ---- | ---- | ---- | ---- | ---- | ---- |
| 110  | 86   | 117  | 70   | 86   | 90   | 105  | 90   | 93   |

| 1856 | 1861 | 1866 | 1872 | 1876 | 1881 | 1886 | 1891 | 1896 |
| ---- | ---- | ---- | ---- | ---- | ---- | ---- | ---- | ---- |
| 88   | 102  | 92   | 88   | 86   | 93   | 101  | 109  | 100  |

| 1901 | 1906 | 1911 | 1921 | 1926 | 1931 | 1936 | 1946 | 1954 |
| ---- | ---- | ---- | ---- | ---- | ---- | ---- | ---- | ---- |
| 102  | 96   | 93   | 124  | 125  | 125  | 118  | 111  | 121  |

| 1962 | 1968 | 1975 | 1982 | 1990 | 1999 | 2006 | 2007 | 2012 |
| ---- | ---- | ---- | ---- | ---- | ---- | ---- | ---- | ---- |
| 116  | 122  | 95   | 149  | 214  | 332  | 368  | 373  | 404  |

| 2017 | 2022 | - | - | - | - | - | - | - |
| ---- | ---- | - | - | - | - | - | - | - |
| 470  | 464  | - | - | - | - | - | - | - |

### Enseignement
La commune des Chapelles-Bourbon est située dans l'académie de Créteil.
Le groupe scolaire communal comprend une école maternelle et élémentaire ainsi qu’une cantine.
La commune est rattachée au collège Jean-Baptiste Vermay de Tournan-en-Brie. L’établissement, qui a été entièrement rénové et agrandi de plus de 2 500 m2 en 2014, fait partie des plus grands collèges de Seine-et-Marne.

### Santé
Les hôpitaux les plus proches sont la clinique privée de Tournan-en-Brie et le centre hospitalier de Marne-la-Vallée.

### Sécurité

#### Police - Gendarmerie
La commune des Chapelles-Bourbon dépend de la gendarmerie de Mortcerf.

#### Sapeurs-Pompiers
Fontenay-Trésigny dispose d'un nouveau centre d'intervention et de secours inauguré en mai 2013 et situé en périphérie d'agglomération à l'extrémité de la rue Bertaux.

### Sports

#### Activités
La commune des Chapelles-Bourbon compte une association sportive et de loisirs, le Club Omnisports Loisirs Capello-Bourbonnais. Les communes limitrophes comptent également de nombreuses associations sportives couvrant de multiples sports.
La commune est adhérente au syndicat intercommunal de la piscine de Fontenay-Trésigny.

#### Équipements sportifs
La commune dispose d'un petit terrain multisports dans la cour de l'école, avec à proximité un terrain de tennis.

### Médias
Le quotidien régional Le Parisien, dans son édition locale Seine-et-Marne, ainsi que le bi-hebdomadaire Le Pays Briard relatent les informations locales.
La commune est en outre dans le bassin d’émission des chaînes de télévision France 3 Paris Île-de-France Centre et d'IDF1.
L’information institutionnelle est assurée par plusieurs publications périodiques : le journal de la communauté de communes du Val Bréon ; Seine-et-Marne Magazine, mensuel diffusé par le conseil général de Seine-et-Marne et le Journal du Conseil régional, bimensuel diffusé par le conseil régional d'Île-de-France.

### Cultes

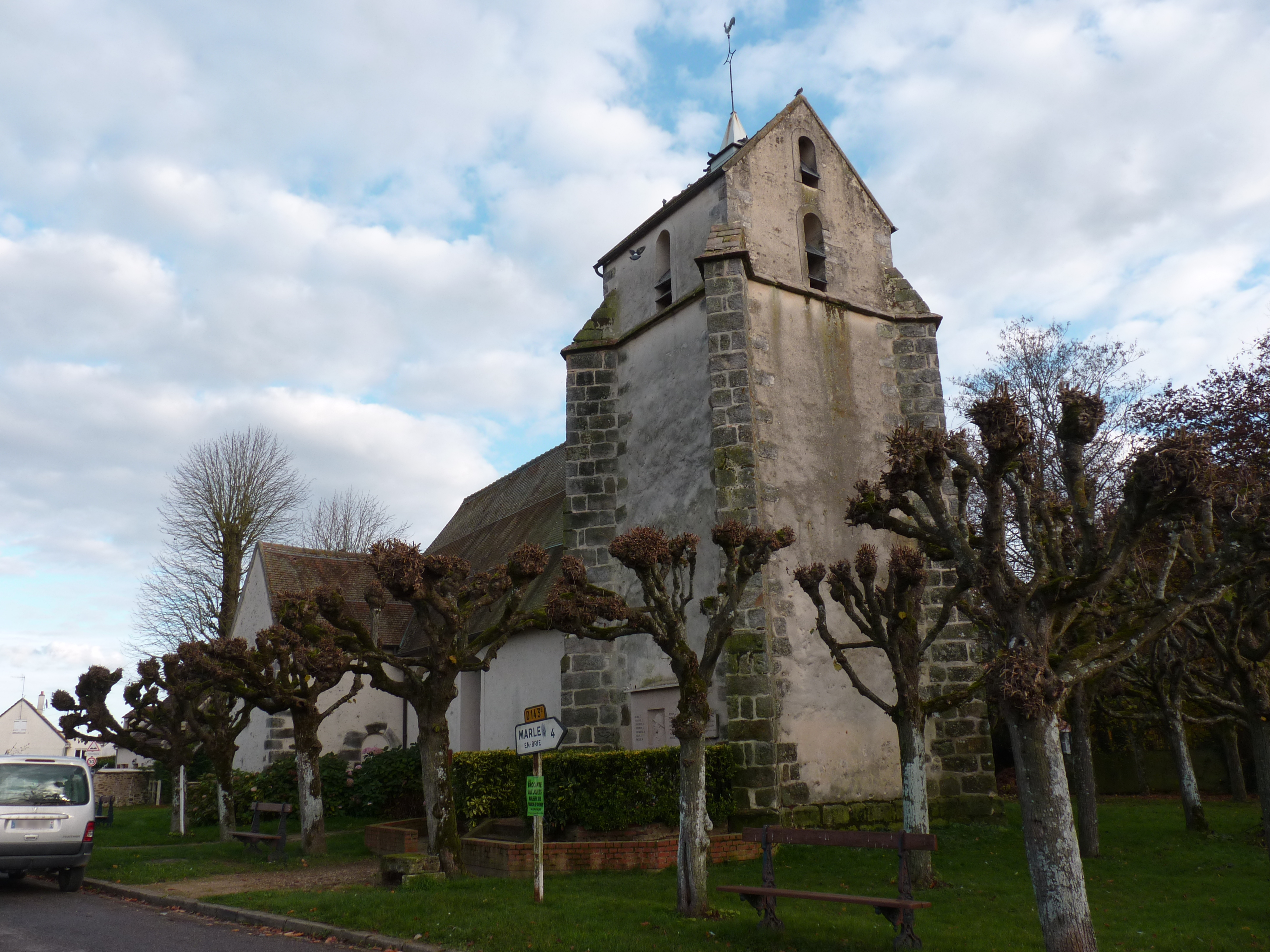
L'église Saint-Vincent.

La commune des Chapelles-Bourbon fait partie de la paroisse catholique « Pôle missionnaire de Mormant » au sein du diocèse de Meaux. Elle dispose de l'église Saint-Vincent.

### Manifestations culturelles et festivités
Chaque année se tiennent dans la commune les commémorations de la victoire du 8 mai 1945 et de l'armistice du 11 novembre 1918.
Les vœux du maire se tiennent en janvier de chaque année. Une petite brocante est organisée tous les deux ans.
L'association Les Enfants d'Abord organise des activités sportives, récréatives et de loisirs pour les enfants.

## Économie

### Revenus de la population et fiscalité
En 2018, le nombre de ménages fiscaux de la commune était de 156, représentant 492 personnes et la  médiane du revenu disponible par unité de consommation  de 27 740 euros.

### Emploi
En 2018, le nombre total d’emplois dans la zone était de 57, occupant 242 actifs  résidants (dont 12,1 % dans la commune de résidence et 87,9 % dans une commune autre que la commune de résidence).
Le taux d'activité de la population (actifs ayant un emploi) âgée de 15 à 64 ans s'élevait à 75 % contre un taux de chômage de 3,4 %.
Les 21,5 % d’inactifs se répartissent de la façon suivante : 12,5 % d’étudiants et stagiaires non rémunérés, 3,8 % de retraités ou préretraités et 5,3 % pour les autres inactifs.

### Entreprises et commerces

#### Entreprises et commerces
En 2019, le nombre d’unités légales et d’établissements (activités marchandes hors agriculture) par secteur d'activité était de 28 dont 2 dans l’industrie manufacturière, industries extractives et autres, 13 dans la construction, 7 dans le commerce de gros et de détail, transports, hébergement et restauration, 1 dans l’Information et communication, 2 dans les activités spécialisées, scientifiques et techniques et activités de services administratifs et de soutien et 3  étaient relatifs aux autres activités de services.
En 2020, 5 entreprises ont été créées sur le territoire de la commune, dont 4 individuelles.
Au 1er janvier 2021, la commune ne disposait pas d’hôtel et de terrain de camping.

#### Agriculture
Le territoire fait l’objet d’exploitations peu diversifiées, principalement consacrées à la culture des céréales et de la betterave sucrière. Depuis la naissance des Chapelles-Bourbon, l'agriculture était la principale activité économique. Le village, avec le développement de la mécanisation, a connu l'exode de sa population rurale.
Le recensement agricole 2010 fait état de deux exploitations agricoles en activité ayant leur siège dans la commune contre 2 en 2000 et 4 en 1988. La superficie agricole utilisée a fortement décru de 497 hectares à 415 hectares puis 307 hectares.
Les Chapelles-Bourbon est dans la petite région agricole dénommée la « Brie boisée », une partie de la Brie autour de Tournan-en-Brie. En 2010, l'orientation technico-économique de l'agriculture sur la commune est la culture de céréales et d'oléoprotéagineux (COP).
Si la productivité agricole de la Seine-et-Marne se situe dans le peloton de tête des départements français, le département enregistre un double phénomène de disparition des terres cultivables (près de 2 000 ha par an dans les années 1980, moins dans les années 2000) et de réduction d'environ 30 % du nombre d'agriculteurs dans les années 2010. Cette tendance se retrouve au niveau de la commune où le nombre d’exploitations est passé de 4 en 1988 à 2 en 2010. Parallèlement, la taille de ces exploitations augmente, passant de 124 ha en 1988 à 154 ha en 2010.
Le tableau ci-dessous présente les principales caractéristiques des exploitations agricoles des Chapelles-Bourbon, observées sur une période de 22 ans : 
|                                      | 1988 | 2000 | 2010 |
| ------------------------------------ | ---- | ---- | ---- |
| Dimension économique,                |      |      |      |
| Nombre d’exploitations (u)           | 4    | 2    | 2    |
| Travail (UTA)                        | 6    | 4    | 3    |
| Surface agricole utilisée (ha)       | 497  | 415  | 307  |
| Cultures                             |      |      |      |
| Terres labourables (ha)              | 496  | s    | s    |
| Céréales (ha)                        | 395  | s    | s    |
| dont blé tendre (ha)                 | 186  | s    | s    |
| dont maïs-grain et maïs-semence (ha) | 155  | s    | s    |
| Tournesol (ha)                       | 0    |      |      |
| Colza et navette (ha)                | 0    | s    | s    |
| Élevage                              |      |      |      |
| Cheptel (UGBTA)                      | 0    | 0    | 0    |

## Culture locale et patrimoine

### Monuments et lieux remarquables
- Le château de Beaumarchais, manoir de style anglo-normand édifié en 1927 sur les plans de l'architecte Henri Jacquelin par Louis Boucheron, joaillier de la place Vendôme est inscrit partiellement au titre des monuments historiques[90].

La première mention qui est faite de cette terre date de 1548, par un acte où Guillaume Prudhomme, seigneur de Liverdy, Fontenay-en-Brie, etc., conseiller du roi, trésorier de l'épargne, puis trésorier de France, avoue tenir de demoiselle Anne Godonvillier, dame de Pézarches, le dit fief de Beaumarchais, qu'il a acquis de Jacques de Poisieu, chevalier, seigneur de Vallery, et d'Antoinette de Costée.
Sa fille Jeanne Prudhomme a été mariée à Nicolas III « Legendre » de Neufville, parents de Nicolas IV de Neufville de Villeroy.
Le 29 juillet 1641, Nicolas Lamberty, écuyer, seigneur de Beaumarchais et du Breuil, fonde une chapelle dans la cour du donjon du  et affecte à cette fondation cent cinquante francs de rente à prendre sur la ferme de la Pigeonnière.
Le fief passe dans de nombreuses mains sous l’Ancien Régime et après la Révolution.
Une maison seigneuriale, datant probablement du XVIIe siècle, et une ferme y sont construites.
Le château, la ferme ainsi que le Petit-Beaumarchais formaient un groupe d'habitation contenant dix à douze familles ;

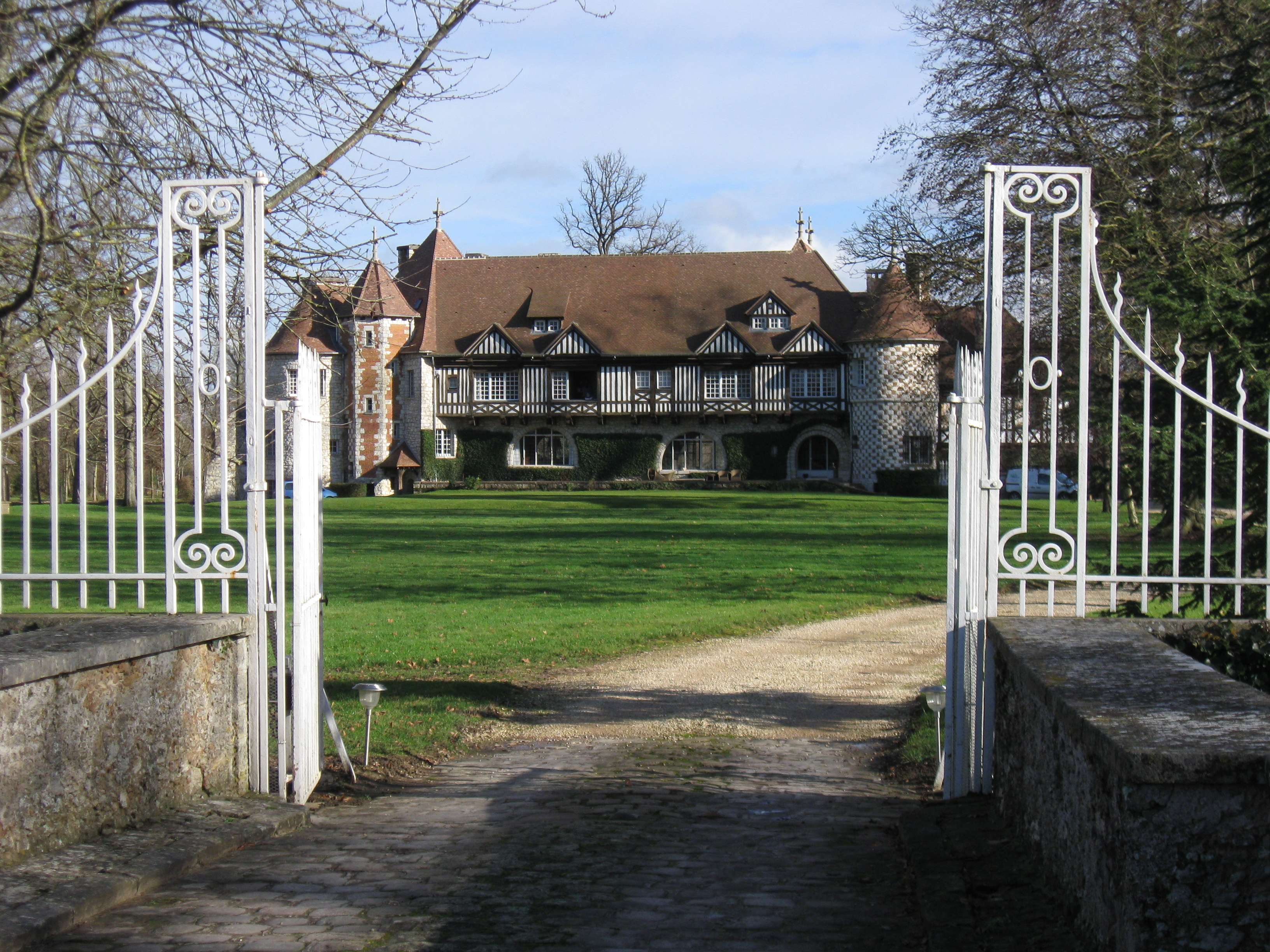
Le manoir de Beaumarchais.

- Parc de chasse dit parc de Beaumarchais[91] ;
- Le château du Ménillet, XIVe siècle et XVIe siècle, inscrit au titre des monuments historiques[92].

Le Ménillet (autrefois Méniet) était une terre noble. Cette terre, appelée Mesnil-Forteret dans les plus anciens titres, était avant 1378 un monastère portant le nom de Sainte-Catherine-des-Enfants. Ce domaine a appartenu au duc de Montpensier. Le 4 avril 1863, MM. Dupuis et Godefroy, devenus acquéreurs de cette terre, l'ont revendu à M. Singer, propriétaire du château du Chemin, situé à Neufmoutiers.
Le château du Ménillet présente les caractères d'une petite forteresse, les bâtiments étaient alors entourés de fossés remplis d'eau à l'instar des maisons seigneuriales du pays de Brie. Plusieurs familles vivaient dans le domaine ;
- Parc de chasse dit parc de Champrosé[93].

### Autres lieux et monuments
- L'église du XVIIIe siècle, placée sous le vocable de saint Vincent possède une cloche du XVIe siècle classée au titre d'objet[94].

La structure est très simple, sans retrait ni colonne, avec deux petites chapelles de chaque côté du chœur, formant une croix latine.
L'église est petite, voûtée d'un seul jet, avec cinq poutres apparentes et montantes. Le clocher, à l'extrémité ouest, est lourd et flanqué de contreforts aux angles, couvert en bâtière et surmonté d'une petite flèche en ardoise.
La cloche est de la Renaissance, ornementée de rinceaux, de dauphins, d'arabesques et d'armoiries. Elle porte la date de 1522 et une inscription en caractères gothiques en relief.
À l'intérieur de l'église se trouvent une statue de saint Roch en bois peint du XVIIe siècle, et une statue de sainte Geneviève, également en bois peint, placée sur l'autel.
S'y trouve par ailleurs une inscription sur marbre noir à la mémoire de François-Antoine Caron, bienfaiteur du village.
La porte d'entrée en bois peint est surmontée d'une imposte en vitrail.
- Monument aux morts et à la mémoire d'Albert Besson, accolé au mur du clocher, sur la place de l'église.
- La ferme de Champrose.

Champrose (également écrit Champ-Rose et Champrouze en 1254), était une seigneurie qui, en 1739, appartenait à François Peyrenc de Moras. En 1770, son frère François Marie Peyrenc de Moras résidait en sa terre de Champrose dont il avait hérité. Le duc de Penthièvre était en 1789 propriétaire du château de Champrose. Le 11 avril 1810, le maréchal Augereau acheta cette propriété de madame Micault de la Vieuville. Différents propriétaire se succédèrent avant que M. Singer en fît l'acquisition le 8 février 1882.
Quant aux bois de Champrose, ils faisaient partie du domaine d'Armainvilliers, cédé par le roi Louis XV au comte d'Eu. Le duc de Penthièvre, son cousin germain, hérita de ces bois.
Le château de Champrose a complètement disparu, il ne reste que la ferme. Dans le domaine de Champrose se trouvaient, outre le château et la ferme, également un moulin.
- La ferme des Vieilles-Chapelles, vraisemblablement le berceau de la commune.

Le château des Chapelles devait être élevé en ces lieux, disparu à une époque inconnue.
La ferme, qui remonte au XVIIe siècle, fut vendue comme bien national en 1793. La vente comprenait la ferme du Grand-Boitron, la propriété de la Bourdelle et une maison de berger au Palis. Plusieurs propriétaires ses succédèrent, dont M. Pierre-Alexis Caron en 1818, son neveu M. Grangier en 1851 et M. Hastier en 1862.
Le pavillon des Chapelles fut vendu nationalement avec les Vieilles-Chapelles. Plusieurs propriétaires se succédèrent. S'y trouvait un très beau parc aménagé avec des pièces d'eau.

### Personnalités liées à la commune
- Étienne Jodelle (1532-1573), sieur du Lymodin, poète de la Pléiade (une rue de la commune porte son nom).

### Héraldique, logotype et devise
| Blason de Les Chapelles-Bourbon | Blason  | Ecartelé : aux 1) et 4) de gueules à une croix latine alésée d'or ; en 2) d’azur à la bande d’argent côtoyée de deux doubles cotices potencées et contre-potencées d’or qui est de Champagne ; en 3) d'azur à trois fleurs de lys d'or posées 2 et 1, qui est de France moderne. Ornements extérieursTimbré d'une couronne murale d'or et soutenu à dextre d'une gerbe de blé d'or et à senestre d'une branche de chêne de sinople englantée d'or, croisées et liées de gueules en sautoir à la pointe. |
| Blason de Les Chapelles-Bourbon | Détails | Composé par Jean-Claude Molinier en 1991. Adopté par le conseil municipal la même année. |

#### Histoire
- Christian de Bartillat, Au Village de Brie, Presses du Village, 1984, 352 p.
- Frédéric-Auguste Denis, Lectures sur l'histoire de l'agriculture en Seine-et-Marne, Presses du Village, 1982, 376 p.
- André Laurent, La Seine-et-Marne autrefois, Éditions Horvath, 1982, 192 p.  (ISBN 2-7171-0238-8)
- Jules Legoux, réédition de l'ouvrage intitulé Histoire de la commune des Chapelles-Bourbon paru en 1886, Res Universis, 1991, 186 p.  (ISBN 2-87760-659-7)
- Félix Pascal, Histoire topographique, politique, physique et statistique du département de Seine-et-Marne, Tome 2, Crété Imprimeur, 1836, 692 p.
- René-Charles Plancke, La vie rurale en Seine-et-Marne 1853-1953, Éditions Amatteis, 1982, 256 p.
- René-Charles Plancke, Histoire de Seine-et-Marne vie paysanne, Éditions Amatteis, 1986, 432 p.

#### Patrimoine architectural
- Collectif d’historiens, Le patrimoine des communes de la Seine-et-Marne - tome 2, Paris, Éditions Flohic, 2001, 1507 p. (ISBN 2-84234-100-7), « Les Chapelles-Bourbon », p. 1321
- Manoir de Beaumarchais, Restauration du patrimoine, les monuments font leur printemps, Conseil général de Seine-et-Marne, 2008, 20 p.